# 布里亞扎河
布里亞扎河（烏克蘭語：Бряза），是烏克蘭的河流，位於該國西部，屬於蘇基利河的右支流，發源自科扎基夫卡以南，流經伊萬諾-弗蘭科夫斯克州，河道全長16公里，流域面積48平方公里。